# Trogoderma glabrum
Trogoderma glabrum là một loài bọ cánh cứng trong họ Dermestidae. Loài này được Herbst miêu tả khoa học năm 1783.

## Hình ảnh

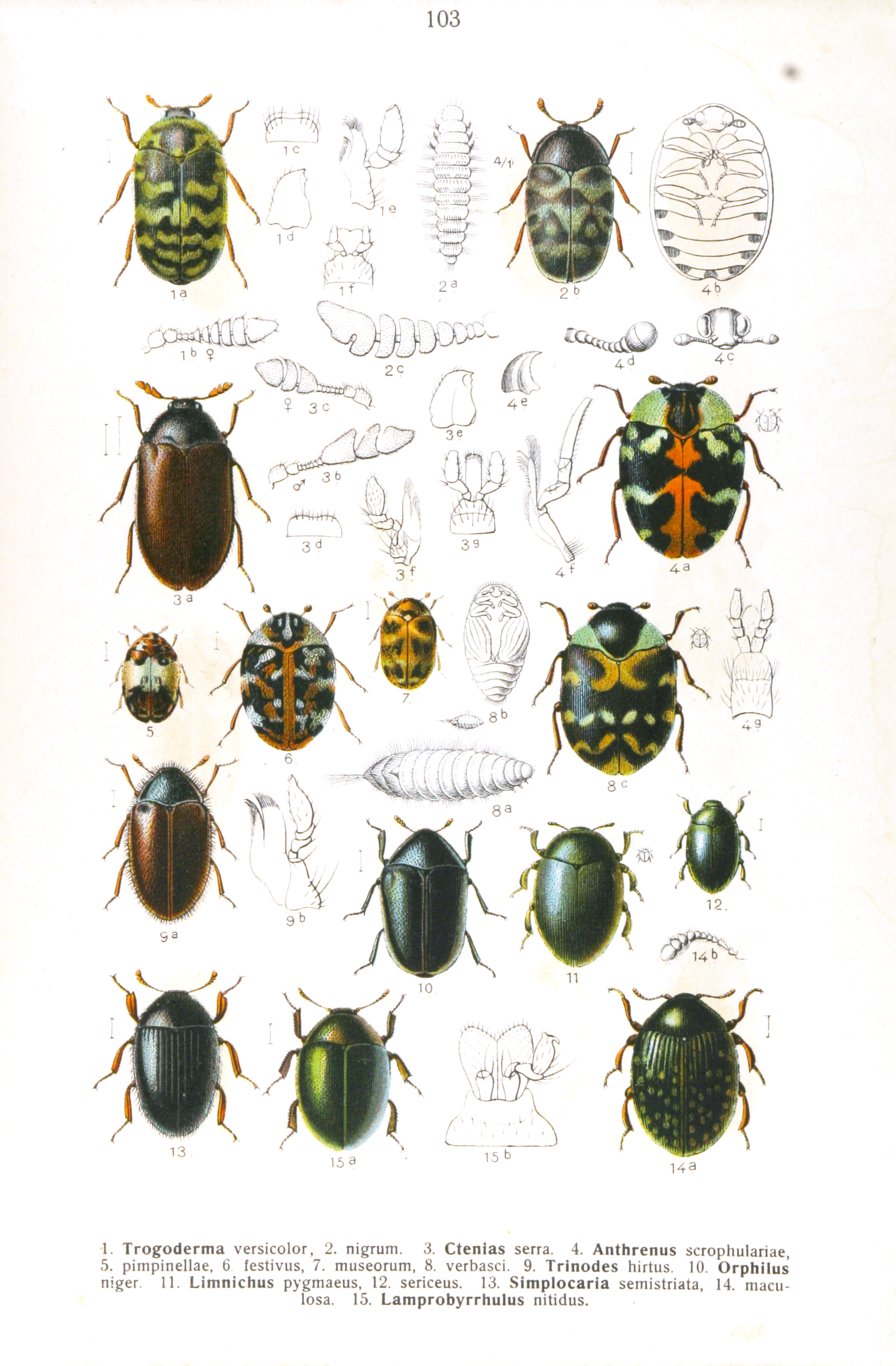
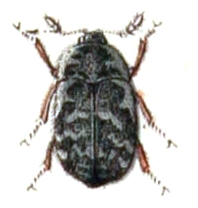